# Джордана Брюстер
Джордана Брюстер (англ. Jordana Brewster; нар. 26 квітня 1980, Панама) — американська акторка телебачення та кіно. Найвідоміші ролі — Мія Торетто у франшизі Форсаж (2001—2021) і Люсі Алмаз у фільмі «Шпигунки» (2004).

## Життєпис
Народилася 26 квітня 1980 року в столиці Панами в родині колишньої моделі з Бразилії Марії Жоау (до шлюбу Леаль Де Соузи) та американського інвестиційного банкіра. Перші 6 років жила в Лондоні, потім переїхала в рідне місто матері Ріо-де-Жанейро, де навчилася вільно говорити португальською. Тут вона вперше привернула увагу бразильських глядачів, виконавши роль танцюристки в популярному дитячому шоу. У 10 років переїхала в Нью-Йорк. Брюстер навчалася в Convent of the Sacred Heart і закінчила Professional Children's School в Нью-Йорку. Потім вступила до Єльського університету, який закінчила в 2003 році. Її дід по батькові, Кінгман Брюстер ст., у 1963—1967 роках був президентом Єлю.
На зйомках «Техаської різанини бензопилою: Початок» познайомилась із продюсером картини Ендрю Формом. Про заручини було оголошено 4 листопада 2006 року, одружилися 6 травня 2007-го. Має з Формом двох синів, народжених через сурогатне материнство: Джуліана (вересень 2013) і Ровена (червень 2016). Подала на розлучення в середині 2020 року. Процес був завершений в червні 2021. 3 вересня 2022 року одружилася з генеральним директором інвестиційної компанії ValueAct Capital Мейсоном Морфітом.

## Кар'єра
На телебаченні дебютувала в одній із серій мильної опери Всі мої діти (англ. All My Children), де з'явилася один раз в 1995 році.
У 1995—1998 роках виконувала роль Ніккі Мансон у серіалі «Як обертається світ» (англ. As the World Turns), за яку номінована на «Видатну виконавицю серед підлітків» під час вручення премії «Дайджест мильних опер» 1997 року.
Перша повнометражна кінороль — культовий фантастичний фільм жахів Роберта Родрігеса Факультет (1998).
Прорив у велике кіно стався з роллю Мії Торетто в бойовику Форсаж (2001). Брсюстер повторила цю роль у продовженнях Форсаж 4 (2009), Форсаж 5 (2011), Форсаж 6 (2013), Форсаж 7 (2015) і Форсаж 9 (2021). Серед інших помітних проєктів — драма Невидимий цирк (2001), комедійний бойовик Шпигунки (2004) і фільм жахів Техаська різанина бензопилою: Початок (2006).
Виконувала головну роль у перезавантаженому серіалі TNT Даллас з 2012 по 2014 рік. Брюстер також зіграла п'ятисерійну роль Деніз Браун у першому сезоні антологічного серіалу FX Американська історія злочинів (2016). Зіграла докторку Морін Кегілл у поліцейській драмі Fox Смертельная зброя (2016–2018).
У 2002 році назвала журналом Stuff 96-ю в списку «102 найсексуальніших жінок світу». У 2005 — 54-та в щорічному рейтингу Hot 100 журналу Maxim, в 2006 році — на 59 місце. У 2009 році посіла 9 місце Hot 100, разом з виходом «Форсаж 9» була опублікована фотографія Брюстер в травневому випуску. У 2011 році посіла 11 місце. У 2015 році позувала оголеною для травневого випуску журналу Allure разом із Лаверн Кокс, Ніколь Бехарі, Кетрін Винник і Сандріною Голт.

## Громадська діяльність
У червні 2016 року Human Rights Campaign випустила відео на честь жертв стрілянини в нічному клубі Орландо; у відео Брюстер та інші розповідали історії вбитих там людей.

## Фільмографія
| Рік       |    | Українська назва                      | Оригінальна назва                          | Роль                                     |
| --------- | -- | ------------------------------------- | ------------------------------------------ | ---------------------------------------- |
| 2023      | ф  | Форсаж 10                             | Fast X                                     | Міа Торетто                              |
| 2021      | ф  | Форсаж 9                              | Fast & Furious 9                           | Міа Торетто                              |
| 2019      | ф  | Випадкові акти насильства             | Random Acts of Violence                    | Кеті                                     |
| 2016—2018 | с  | Смертельна зброя                      | Lethal Weapon                              | Морін Кегілл, 33 серії                   |
| 2016      | с  | Таємниці і брехня                     | Secrets and Lies                           | Кейт Ворнер, 10 серій                    |
| 2016      | мс | Робоцип                               | Robot Chicken                              | Моллі Макінтайр / Синді Брейді, 1 епізод |
| 2015—2016 | с  | Американська історія злочинів         | American Crime Story                       | Деніс Браун, 5 епізодів                  |
| 2015      | ф  | Форсаж 7                              | Fast & Furious 7                           | Міа Торетто                              |
| 2015      | ф  | Дім, миле пекло                       | Home Sweet Hell                            | Дасті                                    |
| 2012—2014 | с  | Даллас                                | Dallas                                     | Елена Рамос, основна роль                |
| 2014      | ф  | Пограбування по-американськи          | American Heist                             | Емилі                                    |
| 2013      | ф  | Форсаж 6                              | Fast & Furious 6                           | Міа Торетто                              |
| 2011      | ф  | Форсаж 5: Пограбування в Ріо          | Fast Five                                  | Міа Торетто                              |
| 2010      | с  | Гигантик                              | Gigantic                                   | Селебриті, 2 пілотні серії               |
| 2010      | с  | Проклятий сезон                       | Dark Blue                                  | Марія, 3 серії                           |
| 2008—2009 | с  | Чак                                   | Chuck                                      | д-р Джилл Робертс, 4 серії               |
| 2009      | ф  | Форсаж 4                              | Fast & Furious                             | Міа Торетто                              |
| 2006      | ф  | Техаська різанина бензопилою: Початок | The Texas Chainsaw Massacre: The Beginning | Крісі                                    |
| 2006      | ф  | Аннаполіс                             | Annapolis                                  | Елі                                      |
| 2005      | ф  | Поряд з Грейс                         | Nearing Grace                              | Грейс Ченс                               |
| 2004      | ф  | Побачення з зіркою                    | Win a Date with Tad Hamilton!              | акторка                                  |
| 2004      | ф  | Шпигунки                              | D.E.B.S.                                   | Люсі Даймонд                             |
| 2001      | ф  | Форсаж (фільм, 2001, США)             | The Fast and the Furious                   | Міа Торетто                              |
| 1995—2001 | с  | Як обертається світ                   | As the World Turns                         | Ніккі Мансон / Ніккі Грейвз, 107 серій   |
| 2001      | ф  | Невидимий цирк                        | The Invisible Circus                       | Фібі                                     |
| 1999      | тф | Шістдесяті                            | The '60s                                   | Сара Вейнсток                            |
| 1998      | ф  | Факультет                             | The Faculty                                | Ділайла Профіт                           |
| 1995      | с  | Всі мої діти                          | All My Children                            | Аніта Сантос, 1 епізод                   |